# Computationele audiologie
Computationele audiologie (Engels: computational audiology) is een tak van audiologie die technieken uit de wiskunde en informatica gebruikt om klinische behandelingen en wetenschappelijk begrip van het auditieve systeem te verbeteren. 
Computationele audiologie is nauw verwant aan computationele geneeskunde, dat kwantitatieve modellen gebruikt om methoden te ontwikkelen voor diagnose en behandeling van ziekten.

## Overzicht
In tegenstelling tot traditionele methoden in audiologie en gehooronderzoek legt computationele audiologie de nadruk op modellering op basis van grootschalige analyse ("big data") in plaats van hypothesetesten in kleine cohorten. Een van de doelen van computationele audiologie is om de vooruitgang in gehooronderzoek, data-science, informatietechnologie en machine learning te vertalen naar klinisch toepasbare audiologische zorg. Er zijn twee stromen te onderscheiden: onderzoek om de gehoorfunctie en auditieve verwerking bij mensen en relevante diersoorten te begrijpen, en onderzoek en ontwikkeling om effectievere diagnostiek en behandelingen te implementeren.
Voor mensen met gehoorproblemen, tinnitus, hyperacusis of evenwichtsproblemen kan deze vooruitgang leiden tot nauwkeurigere diagnoses, nieuwe therapieën en geavanceerde revalidatieopties, waaronder slimme hoortoestellen en e-Health/mHealth-apps. Voor zorgverleners kan computational audiology bruikbare kennis en hulpmiddelen bieden voor het automatiseren en doelmatiger maken van (een deel) van de klinische zorg.
Het onderzoeks- en zorgveld "gehoor" is interdisciplinair en is gestut op fundamenten in de audiologie, auditieve neurowetenschappen, informatica, datawetenschap, machine learning, psychologie, signaalverwerking, taalverwerving en verwerking en vestibulologie.

## Toepassingen
In computationele audiologie worden modellen en algoritmen gebruikt om de het auditieve systeem beter te beschrijven, om te screenen op gehoorverlies, om gehoorstoornissen te diagnosticeren, maar ook om gehoorrevalidatie te bieden en om simulaties te genereren voor onder meer uitleg aan patiënten.

### Computationele modellen van gehoor, spraak en auditieve waarneming
Al decennialang zijn er fenomenologische & biofysische (computationele) modellen ontwikkeld om kenmerken van het menselijk gehoorsysteem te simuleren. Voorbeelden zijn modellen van de mechanische eigenschappen van het basilair membraan, het elektrisch gestimuleerde slakkenhuis, middenoormechanica, beengeleiding, en het centrale auditieve systeem.
Recent
e zijn convolutionele neurale netwerken (CNN's) geconstrueerd en getraind die het menselijk gehoor repliceren of die complexe cochleaire mechanica met hoge nauwkeurigheid beschrijven. 

### e-Health / mHealth (digitale hoorzorg)
Online audiometrie (of screening) tests, elektrofysiologische metingen, zoals DPOAE's of spraak-in-ruis screeningtests komen steeds meer beschikbaar om nauwkeurige vroege detectie van gehoorverlies mogelijk te maken, de effecten van ototoxiciteit en/of lawaaiblootstelling in de gaten te houden, of om uitingen over oor- en gehoorzorg van clinici te ondersteunen.

### Big data en AI in audiologie en hoorzorg
Het verzamelen van grote aantallen audiogrammen (hoortesten) biedt onderzoekers de mogelijkheid om patronen van gehoorverlies in de bevolking te herkennenof om AI-systemen te ontwikkelen die audiogrammen automatisch kunnen classificeren. Machine learning kan worden gebruikt om de relatie tussen verschillende factoren te voorspellen, b.v. depressie voorspellen op basis van zelf-gerapporteerd gehoorverlies of de relatie tussen genetisch profiel en zelf-gerapporteerd gehoorverlies.
Innovatieve hoortoestellen en wearables bieden de mogelijkheid om de akoestische omgeving van gebruikers te monitoren of de gebruikspatronen te loggen die kunnen worden gebruikt om automatisch instellingen te suggereren die de gebruiker ten goede kunnen komen.

### Data-gedreven onderzoek naar gehoorverlies en tinnitus
Online-enquêtes verwerkt met op ML gebaseerde classificatie zijn gebruikt om somatosensorische tinnitus te diagnosticeren. Geautomatiseerde NLP-technieken, zonder toezicht en onder toezicht Machine Learning zijn gebruikt om sociale berichten over tinnitus te analyseren en de heterogeniteit van symptomen te analyseren.

## Gerelateerde velden
Computationele biologie, computationele geneeskunde en computationele pathologie zijn allemaal interdisciplinaire benaderingen van de biowetenschappen die gebruik maken van kwantitatieve disciplines zoals wiskunde en informatiewetenschap .